# Linia kolejowa nr 314
Linia kolejowa nr 973 – jednotorowa, niezelektryfikowana bocznica szlakowa ze stacji Bolesławiec do Zakładów Chemicznych Wizów. Część rozebranej w latach 2004-2008 linii kolejowej nr 314, która od 1913 r. łączyła stację Bolesławiec Wschód ze stacją Modła.